# Stolnici (gmina)
Stolnici – gmina w Rumunii, w okręgu Ardżesz. Obejmuje miejscowości Cochinești, Cotmeana, Fâlfani, Izbășești, Stolnici i Vlășcuța. W 2011 roku liczyła 3382 mieszkańców.